# Ембарго
Ембарго представља забрану трговине одређеним вриједностима и престанак одређених привредних односа са неком државом, као вид кажњавања те државе у међународној политици.
Најчешће група од неколико држава, уједињених по принципу заједничког интереса или идеологије, објављује ембарго некој другој држави, када им је намјера да јој проузрокују тешку економску ситуацију и тако је присиле на одређене поступке који се тичу унутрашње или спољне политике.
У данашње вријеме се поставља питање оправданости ембарга као начина борбе против неке државе, јер он углавном узрокује пораст криминала и корупције у држави са једне стране, и пад стандарда нижих и средњих слојева друштва те државе са друге стране. Такође, у модерно вријеме се ембарго користи као средство којим велике државе културно, економски, војно и на на друге начине потчињавају мале државе. 
Један од најпознатијих примјера ембарга је ембарго које су земље континенталне Европе увеле Енглеској, за вријеме Наполеонских ратова. Наполеонова Француска је започела договор европских земаља чији је исход био да се њихова тржишта у Енглеској затворе, како би је присилили на мир. Спекулише се да су у том ембаргу већу штету имале саме земље континенталне Европе него Енглеске, што је мало вјероватно с обзиром на природу ембарга.